# Pöllerhof
Pöllerhof (auch Pöllenhof) ist eine Katastralgemeinde und Wüstung der Marktgemeinde Alland in Niederösterreich.

## Geografie
Der Pöllerhof war ein herrschaftliches Gehöft; heute ist es nur mehr in Resten vorhanden.

## Geschichte
Im Adressbuch von Österreich war im Jahr 1938 in Pöllerhof Guido Sanchez de la Cerda als Eigentümer verzeichnet.